# جيرمين غونزاليس
جيرمين غونزاليس (بالإنجليزية: Jermaine Gonzales) هو عداء سريع جامايكي، ولد في 26 نوفمبر 1984 في أبرشية سانت كاترين في جامايكا.

## وصلات خارجية
- جيرمين غونزاليس على موقع الاتحاد الدولي لألعاب القوى (الإنجليزية)
- جيرمين غونزاليس على موقع الدوري الماسي (الإنجليزية)
- جيرمين غونزاليس على موقع اللجنة الأولمبية الدولية (الإنجليزية)
- جيرمين غونزاليس على موقع أوليمبيديا (الإنجليزية)
- جيرمين غونزاليس على موقع اتحاد ألعاب الكومنولث (مؤرشف) (الإنجليزية)